# Michael Frings (Politiker)
Michael Frings (* 23. Januar 1795 in Neuss; † 28. Dezember 1872 ebenda) war ein deutscher Kaufmann und preußischer Politiker.

## Leben
Frings absolvierte in seinem Geburtsort eine kaufmännische Lehre und war anschließend als selbständiger Kaufmann tätig. Von 1824 bis 1839 besaß er eine Weberei in Neuss.
1830 wurde Frings erstmals in den Stadtrat von Neuss gewählt, von 1846 bis 1848 war er Beigeordneter der Stadtverwaltung.
Nach Ausbruch der Märzrevolution nahm Frings am Vorparlament in Heidelberg teil. Vom 17. Oktober bis zum 6. Dezember 1848 vertrat er als Nachfolger von Franz Xaver Dieringer den 35. Wahlkreis der Rheinprovinz als Abgeordneter in der Frankfurter Nationalversammlung, wo er zur Fraktion Augsburger Hof zählte.
Von 1851 bis 1858 war Frings Bürgermeister seiner Heimatstadt. Von 1859 bis 1861 war er Abgeordneter im Preußischen Abgeordnetenhaus, wo er der Fraktion Vincke angehörte.
Frings ist der Großvater des Kölner Erzbischofs Joseph Kardinal Frings und u. a. auch des Reichsgerichtsrates Heinrich Frings sowie des Neusser Oberbürgermeister Alfons Frings.